# Hydrichthys pacificus
Hydrichthys pacificus is een hydroïdpoliep uit de familie Hydrichthyidae. De poliep komt uit het geslacht Hydrichthys. Hydrichthys pacificus werd in 1941 voor het eerst wetenschappelijk beschreven door Miyashita. 